# گندمگون

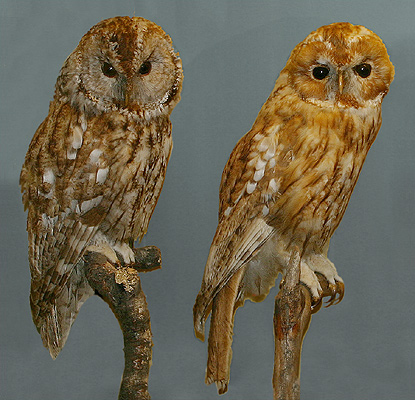
جغد جنگلی (Strix aluco) نمونه‌ای از گندم‌گون به عنوان یک صفت در یک نام به کاررفته است. نام‌های علمی لاتین ممکن است از صفت fulvus (یا شکل‌های دیگر این واژه) استفاده کنند که به معنای گندمی یا گندمگون است. به عنوان نمونه، Cinnycerthia fulva، نام دوجمله‌ای الیکایی گندم‌گون است.

گندمگون (Tawny) یک رنگ قهوه‌ای روشن تا نارنجی مایل به قهوه‌ای است.

### نمونه‌های رنگ گندمگون و منبع آنها
گندمگون
گندمگون
(Dictionary of Color; Ridgway)
گندمگون
(Dictionary of Color)
گندمگون
(Online Color Thesaurus)

## رنگ‌های مرتبط
مازویی
گندم‌گون
نارنجی سوخته

## مترادف‌ها
رنگ‌هایی که توسط اصطلاح‌نامه رنگ آنلاین HP Labs به عنوان مترادف فهرست شده‌اند.
شکلاتی روشن
کارامل
قهوه‌ای روشن
شتری

## گوناگونی رنگ و منبع آنها
گندمگون-زیتونی
(Ridgway)
گندمگون-زیتونی
(Ridgway)
گندمگون-اخرایی (Ridgway)
گندمگون-اخرایی (Ridgway)
گندمگون شرابی (Ridgway)
گندمگون توسکایی
(Dictionary of Color)
گندمگون توسکایی
(Dictionary of Color)
گندمگون توسکایی
(Dictionary of Color)
گندمگون شیری
(Dictionary of Color)
گندمگون شیری
(Dictionary of Color)
گندمگون نارنجی
(Dictionary of Color)
گندمگون بندری
گندمگون بندری
(Resene-2007)